# KIF1B
KIF1B (Kinesin-like protein KIF1B en anglais) est une protéine encodée chez l’homme par le gène KIF1B situé sur le chromosome 1 humain.